# Владислав Бродовський

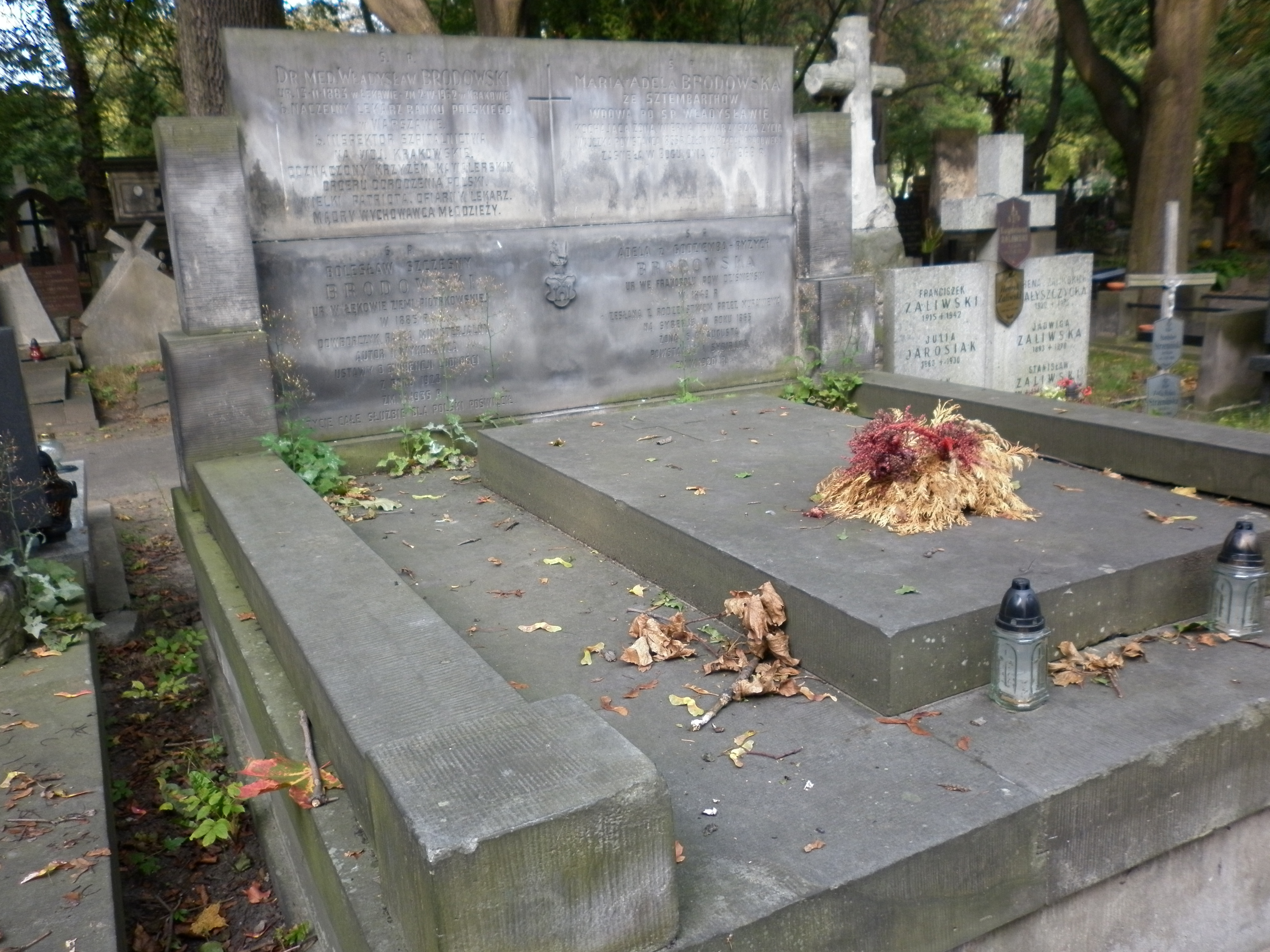
Могила Владислава Бродовського на Повонзківському цвинтарі

Владислав Бродовський (пол. Władysław Brodowski; 2 лютого 1883 — 2 квітня 1962) – польський лікар і політичний діяч.
Був сином Августа Бродовського та Марії-Аделії. Владислав мав трьох сестер (Зофія, Ліла та Ядвіга) і двох братів (Бруно та Болеслав).
У часи міжвоєнного періоду був організатором і головним лікарем Національного банку Польщі у Варшаві. Активіст НРТ, доктор медичних наук. Проживав у Варшаві. Після того, як було пошкоджено його будинок під час Варшавського повстання, Бродовський разом із родиною переїхав до Кракова. Був одружений із Марією. Мав одну дочку Марію Гоновську (Марія-Беата). Був інспектором Краківської губернії. Кавалер лицарського хреста ордена Відродження Польщі.